# Крывелёв, Иосиф Аронович
Ио́сиф Аро́нович Крывелёв (1906, Москва, Российская Империя — 1991, там же, СССР) — советский религиовед и библеист, специалист по истории иудаизма и христианства. Крупный пропагандист научного атеизма в СССР. Доктор философских наук, профессор. Один из авторов «Краткого научно-атеистического словаря» и «Атеистического словаря».

## Биография
Иосиф Аронович Крывелёв родился в 1906 году в Москве. Окончил Московский историко-философский институт в 1934 году. С 1932 года работал преподавателем философии. В 1934—1936 годах был научным сотрудником в Центральном совете Союза воинствующих безбожников, в 1936—1939 годах — в Центральном антирелигиозном музее, в 1939—1941 и в 1947—1949 годах — в Институте философии АН СССР (в годы Великой Отечественной войны — на фронте). В период кампании по борьбе с космополитизмом отстранён от работы. С 1959 года и до конца жизни работал в Институте этнографии АН СССР им. Н. Н. Миклухо-Маклая РАН.

## Деятельность
Основные работы посвящены исследованию происхождения религий, истории иудаизма и христианства, происхождению библейских текстов. Был последователем А. Древса и принадлежал к так называемой советской мифологической школе, отрицавшей историчность Иисуса Христа (в эту группу входили также историки-марксисты Н. В. Румянцев, А. Б. Ранович, Р. Ю. Виппер, С. И. Ковалёв, Я. А. Ленцман). Также считал мифическими фигурами апостола Петра, апостола Павла и таких ветхозаветных персонажей, как Моисей и Иисус Навин. Этой точки зрения придерживался до конца жизни, оставшись к концу 80-х годов практически единственным «мифологистом» среди советских учёных.
Летом 1972 года участвовал в конференции по проблемам усовершенствования методологии научной критики политики сионизма.
За публикацию журналом «Наука и религия» повести В. Ф. Тендрякова «Апостольская командировка», где главным героем выступает «учёный, не отвергающий религию», а общий смысл произведения заключался «в том, что нельзя никому навязывать ни веру, ни неверие», И. А. Крывелёв критиковал издание в своей статье в газете «Известия».
Наряду с С. Т. Калтахчяном (по оценке британского историка Филиппа Буббайера — «известным сторонником научного атеизма») публиковал антирелигиозные статьи в «Комсомольской правде», одна из которых, под названием «Кокетничая с боженькой» (Комсомольская правда, 30.07.1986, С. 4), была частью дискуссии, возникшей вокруг романа Ч. Т. Айтматова «Плаха». В ней Крывелёв, которого Буббайер назвал «главный атеист Союза», выступил с резкой критикой произведения, заявив, что «отказаться от принципиального последовательного атеизма», как это, по его мнению, сделал писатель, «значит, отказаться от самих основ научно-материалистического мировоззрения».
Поэт Е. А. Евтушенко написал ответную статью Крывелёву, под названием «Источник нравственности — культура» (Комсомольская правда, 10.12.1986, С. 2), в которой выразил своё сожаление о том, что Крывелёв жестоко ошибся, когда давал оценку главному герою романа, поскольку, по мнению Евтушенко, в нём много черт самого Айтматова. Также Евтушенко отметил, что не следует пренебрежительно отбрасывать религиозный опыт человечества, а Библию определил как безусловно «великий памятник культуры», и в то же время выразил сожаление, что в государственном издательстве вышел Коран, но не была издана Библия, без которой, по убеждению поэта, невозможно верно прочитать и понять классиков русской литературы. Отдельно Евтушенко отмечает, что «атеизм сам по себе не есть источник нравственности», поскольку «источник нравственности — культура».
Кандидат искусствоведения, критик, писатель, публицист А. А. Нуйкин в статье «Новое богоискательство и старые догмы» (Новый мир. 1987. № 4. С. 259) выступил с критикой «доктринального атеизма» Крывелёва и Калтахчяна, отметив, что, перед тем, как что-то писать и дискутировать о такой тонкой материи, как религия, люди сначала должны научиться взвешивать свои слова. Сам являясь атеистом, Нуйкин утверждал, что только атеизму под силу объяснить земное и социальное происхождение «внутренних команд», которыми являются безусловные побуждения человека, а также что атеизм «учит человека слушать веления собственной души, собственной совести, которые есть самый чуткий индикатор нравственности».
В свою очередь, Д. В. Поспеловский отмечал:
Крывелёв особенно обижается на писателей-деревенщиков, на христианские мотивы в их произведениях, равно как и на богостроительство (в духе Луначарского) главного положительного героя произведения Тенгиза [sic] Айтматова „Плаха“.
Возмущают Крывелёва и рассказы В. Астафьева под общим названием „Место действия“, особенно его рассказ о Грузии с описанием средневекового храма в свинцовых потеках. Свинец был залит между кровлей собора по распоряжению царя Давида, когда наступали монголы. Монголы расположились в соборе и разожгли костры. От жары свинец начал плавиться и течь на головы монголов. Они же решили, что это Бог их наказывает огненным дождем, и в ужасе бежали. По распоряжению царя свинцовые потеки были оставлены как памятник об избавлении от нашествия.
„И думал я, — пишет Астафьев, — вот если бы на головы современных осквернителей храмов... богохульников... низвергся вселенский свинцовый дождь — на всех человеконенавистников, на гонителей чистой морали“ [...]

На выступления Крывелёва откликаются весьма агрессивно Евтушенко и немного позднее Андрей Нуйкин. Если Евтушенко ведёт культурологическую защиту Библии и обвиняет Крывелёва в культурном нигилизме, то Нуйкин уже остроумно издевается над Крывелёвым, уличая его в тайной приверженности к религии. Ведь Астафьев не упоминает атеистов, а проклинает только „осквернителей и богохульников“, т. е. хулиганов. Крывелёв же поясняет: „т. е. атеистов“. Иными словами, говорит Нуйкин, Крывелёв, а не Астафьев, считает атеистов богохульниками, хулиганами, осквернителями. Кроме того, Нуйкин приводит цитаты из кучи писем читателей, возмущённых тоном и убогой аргументацией Крывелёва, доктора философских наук Сурена Калтахчяна, отвечавшего Евтушенко, и вообще писаниями учёных атеистов, которые своими опусами наносят больший вред атеизму, чем любой верующий.

## Сочинения

### Книги
- Крывелёв И., Ястребова Н. Костром и пыткой против науки и учёных (1933; переизд., 1934).
- Крывелёв И. А. Женщина и религия. М.: Государственное антирелигиозное издательство, 1937.
- Крывелёв И. А. Правда о евангелиях. М.: Государственное антирелигиозное издательство, 1937.
- Крывелёв И. А. Евангельские сказания и их смысл. — М.: «Советская Россия», 1957.; 2-е изд., 1959.
- Крывелёв И. А. [lib.ru/DIALEKTIKA/obiblii.txt Книга о Библии. : (Научно-популярные очерки).] — М.: Издательство социально-экономической литературы, 1958.; 2-е изд., 1959.
- Крывелёв И. А. О так называемых «священных книгах». — Алма-Ата: Казгосиздат, 1958 (Б-чка лектора-атеиста).
- Крывелёв И. А. Современное богословие и наука. — М.: Политиздат, 1959.
- Крывелёв И. А. Ленин о религии. — М., 1960.
- Крывелёв И. А. О доказательствах бытия божия: лекция и ответы на вопросы. — М.: Советская Россия, 1960.
- Крывелёв И. А. Религия и церкви в современном мире. — М.: Советская Россия, 1961.
- Крывелёв И. А. Маркс и Энгельс о религии. — М.: Наука, 1964.
- Крывелёв И. А. Раскопки в «библейских» странах. — М.: «Советская Россия», 1965.
- Крывелёв И. А. Как критиковали Библию в старину. — М.: Наука, 1966.
- Крывелёв И. А. Происхождение религии. — М.: Знание, 1968.
- Крывелёв И. А. Религиозная картина мира и её богословская модернизация. — М.: Наука, 1968.
- Крывелёв И. А. Что знает история об Иисусе Христе? — М.: Советская Россия, 1968.
- Крывелёв И. А. Что знает история об Иисусе Христе?. — М.: «Советская Россия», 1969.
- Крывелёв И. А. Атеистические заветы В. И. Ленина. — М.: Московский рабочий, 1969.
- Крывелёв И. А. Новейшие приемы религиозной апологетики. — М.: Знание, 1972.
- Крывелёв И. А. Современный ревизионизм и религия. — М.: Знание, 1973.
- Крывелёв И. А. Новые толкования Библии. — М.: Знание, 1974.
- Крывелёв И. А. Религиозное утешение и его социальная роль. — М.: Знание, 1975.
- Крывелёв И. А. История религий: Очерки : В 2 тт.. — М.: «Мысль», 1975-76.; 2-е изд. дораб. — М.: Мысль, 1988.
- Крывелёв И. А. Габриэль — Сатаноборец. Хроника времени папы Льва XIII: О Лео Таксиле. — М., «Советская Россия», 1978.
- Крывелёв И. А. Критика религиозного учения о бессмертии. Об аде и рае. Фантастика душеверия. Жизнь после жизни. М.: Наука, 1979.
- Крывелёв И. А. О «тайнах» религии: [Для сред. и ст. шк. возраста]. — М.: Педагогика, 1981 (Серия Детской энциклопедии «Ученые — школьнику»).
- Крывелёв И. А. Библия: историко-критический анализ. М., Политиздат, 1982.; 2-е изд., 1985.
- Крывелёв И. А. Русская православная церковь в первой четверти XX века. — М.: Знание, 1982.
- Крывелёв И. А. Христос: миф или действительность? — М.: Наука, 1987.
- Крывелёв И. А. Великая французская буржуазная революция 1789—1794 гг. и религия. — М., 1988.

### Краткий научно-атеистический словарь
- Крывелёв И. А. Астрюк, Жан // Краткий научно-атеистический словарь / Академия наук СССР. Институт философии / гл. ред. И. П. Цамерян, Р. В. Петропавловский, Г. В. Платонов, М. М. Шейнман. — 2-е изд., пересмотр. и доп.. — М.: Наука, 1969. — 800 с. — 45 000 экз.
- Крывелёв И. А. Бауэр, Бруно // Краткий научно-атеистический словарь / Академия наук СССР. Институт философии / гл. ред. И. П. Цамерян, Р. В. Петропавловский, Г. В. Платонов, М. М. Шейнман. — 2-е изд., пересмотр. и доп.. — М.: Наука, 1969. — 800 с. — 45 000 экз.
- Крывелёв И. А. Библейская археология // Краткий научно-атеистический словарь / Академия наук СССР. Институт философии / гл. ред. И. П. Цамерян, Р. В. Петропавловский, Г. В. Платонов, М. М. Шейнман. — 2-е изд., пересмотр. и доп.. — М.: Наука, 1969. — 800 с. — 45 000 экз.
- Крывелёв И. А. Библейская критика // Краткий научно-атеистический словарь / Академия наук СССР. Институт философии / гл. ред. И. П. Цамерян, Р. В. Петропавловский, Г. В. Платонов, М. М. Шейнман. — 2-е изд., пересмотр. и доп.. — М.: Наука, 1969. — 800 с. — 45 000 экз.
- Крывелёв И. А. Библейские противоречия // Краткий научно-атеистический словарь / Академия наук СССР. Институт философии / гл. ред. И. П. Цамерян, Р. В. Петропавловский, Г. В. Платонов, М. М. Шейнман. — 2-е изд., пересмотр. и доп.. — М.: Наука, 1969. — 800 с. — 45 000 экз.
- Крывелёв И. А. Бог // Краткий научно-атеистический словарь / Академия наук СССР. Институт философии / гл. ред. И. П. Цамерян, Р. В. Петропавловский, Г. В. Платонов, М. М. Шейнман. — 2-е изд., пересмотр. и доп.. — М.: Наука, 1969. — 800 с. — 45 000 экз.
- Крывелёв И. А. Боговдохновённость, богодухновенность // Краткий научно-атеистический словарь / Академия наук СССР. Институт философии / гл. ред. И. П. Цамерян, Р. В. Петропавловский, Г. В. Платонов, М. М. Шейнман. — 2-е изд., пересмотр. и доп.. — М.: Наука, 1969. — 800 с. — 45 000 экз.
- Крывелёв И. А. Богословие, теология // Краткий научно-атеистический словарь / Академия наук СССР. Институт философии / гл. ред. И. П. Цамерян, Р. В. Петропавловский, Г. В. Платонов, М. М. Шейнман. — 2-е изд., пересмотр. и доп.. — М.: Наука, 1969. — 800 с. — 45 000 экз.
- Крывелёв И. А. Велльгаузен, Юлиус // Краткий научно-атеистический словарь / Академия наук СССР. Институт философии / гл. ред. И. П. Цамерян, Р. В. Петропавловский, Г. В. Платонов, М. М. Шейнман. — 2-е изд., пересмотр. и доп.. — М.: Наука, 1969. — 800 с. — 45 000 экз.
- Крывелёв И. А. Вера религиозная // Краткий научно-атеистический словарь / Академия наук СССР. Институт философии / гл. ред. И. П. Цамерян, Р. В. Петропавловский, Г. В. Платонов, М. М. Шейнман. — 2-е изд., пересмотр. и доп.. — М.: Наука, 1969. — 800 с. — 45 000 экз.
- Крывелёв И. А. Гарнак, Адольф // Краткий научно-атеистический словарь / Академия наук СССР. Институт философии / гл. ред. И. П. Цамерян, Р. В. Петропавловский, Г. В. Платонов, М. М. Шейнман. — 2-е изд., пересмотр. и доп.. — М.: Наука, 1969. — 800 с. — 45 000 экз.
- Крывелёв И. А. Гюйо, Жан Мари // Краткий научно-атеистический словарь / Академия наук СССР. Институт философии / гл. ред. И. П. Цамерян, Р. В. Петропавловский, Г. В. Платонов, М. М. Шейнман. — 2-е изд., пересмотр. и доп.. — М.: Наука, 1969. — 800 с. — 45 000 экз.
- Крывелёв И. А. Де Ветте, Вильгельм Мартин Лёберехт // Краткий научно-атеистический словарь / Академия наук СССР. Институт философии / гл. ред. И. П. Цамерян, Р. В. Петропавловский, Г. В. Платонов, М. М. Шейнман. — 2-е изд., пересмотр. и доп.. — М.: Наука, 1969. — 800 с. — 45 000 экз.
- Крывелёв И. А. Доказательства бытия Божия // Краткий научно-атеистический словарь / Академия наук СССР. Институт философии / гл. ред. И. П. Цамерян, Р. В. Петропавловский, Г. В. Платонов, М. М. Шейнман. — 2-е изд., пересмотр. и доп.. — М.: Наука, 1969. — 800 с. — 45 000 экз.
- Крывелёв И. А. Дух // Краткий научно-атеистический словарь / Академия наук СССР. Институт философии / гл. ред. И. П. Цамерян, Р. В. Петропавловский, Г. В. Платонов, М. М. Шейнман. — 2-е изд., пересмотр. и доп.. — М.: Наука, 1969. — 800 с. — 45 000 экз.
- Крывелёв И. А. Рационализм // Краткий научно-атеистический словарь / Академия наук СССР. Институт философии / гл. ред. И. П. Цамерян, Р. В. Петропавловский, Г. В. Платонов, М. М. Шейнман. — 2-е изд., пересмотр. и доп.. — М.: Наука, 1969. — 800 с. — 45 000 экз.
- Крывелёв И. А. Сверхъестественное // Краткий научно-атеистический словарь / Академия наук СССР. Институт философии / гл. ред. И. П. Цамерян, Р. В. Петропавловский, Г. В. Платонов, М. М. Шейнман. — 2-е изд., пересмотр. и доп.. — М.: Наука, 1969. — 800 с. — 45 000 экз.
- Крывелёв И. А. Тюбингенская школа // Краткий научно-атеистический словарь / Академия наук СССР. Институт философии / гл. ред. И. П. Цамерян, Р. В. Петропавловский, Г. В. Платонов, М. М. Шейнман. — 2-е изд., пересмотр. и доп.. — М.: Наука, 1969. — 800 с. — 45 000 экз.
- Крывелёв И. А. Штраус, Давид Фридрих // Краткий научно-атеистический словарь / Академия наук СССР. Институт философии / гл. ред. И. П. Цамерян, Р. В. Петропавловский, Г. В. Платонов, М. М. Шейнман. — 2-е изд., пересмотр. и доп.. — М.: Наука, 1969. — 800 с. — 45 000 экз.

### Статьи
- Крывелёв И. А. К вопросу об оценке философии И. Дицгена // Под знаменем марксизма. — 1936. — № 7.
- Крывелёв И. А. Огнём и кровью: Во имя бога. Фото-серия / Редактор М. Шейнман; Художник А. Фролов. — М., 1939.
- Крывелёв И. А. Учение диалектического материализма об объективной истине // Под знаменем марксизма. — 1939. — № 9.
- Крывелёв И. А. Об основном определяющем признаке понятия религии // Вопросы истории религии и атеизма. — 1956. — Т. 4.
- Крывелёв И. А. Гносеологические корни религии // Вопросы истории религии и атеизма. — 1958. — Т. 6.
- Крывелёв И. А. Крушение теории прамонотеизма // Вопросы философии. — 1960. — № 7.
- Крывелёв И. А. Философское завещание В. И. Ленина и задачи научно-атеистической пропаганды (40-летие ленинской работы «О значении воинствующего материализма») // Вестник АН СССР. — 1962. — № 4. — С. 44—50.
- Крывелёв И. А. Атеизм Фридриха Энгельса (К 150-летию со дня рождения) // Вопросы научного атеизма. Вып. 10 / Редкол. А. Ф. Окулов (отв. ред.) и др.; Акад. обществ. наук при ЦК КПСС. Ин-т научного атеизма. — М.: Мысль, 1970. — С. 3—35. — 439 с. — 16 500 экз.

### Редактор, автор предисловия
- Плеханов Г. В. О религии и церкви. Избранные произведения. / Вступ. ст. И. А. Крывелёва. — М.: Академия наук СССР, 1957. — Серия: «Научно-атеистическая библиотека».
- Происхождение Библии. / Вступ. ст. и сост. И. А. Крывелёва. — М.: Наука, 1964.
- Религия и мифология народов Восточной и Южной Азии. / Редактор И. А. Крывелёв. — М.: Наука, 1970.
- Шейнман М. М. Вера в дьявола в истории религии. / Отв. ред. И. А. Крывелёв. — М.: Наука, 1977.
- Шейнман М. М. От Пия IX до Павла VI. Научно-атеистическая серия. / Отв. ред. И. А. Крывелёв. — М.: Наука, 1979.

## Критика
Работы Крывелёва подвергаются критике со стороны защитников историчности Иисуса Христа. Так священник, богослов А. В. Мень назвал Крывелёва «неисправимым мифологистом» и подверг критике ряд положений, которые тот развивал в своих книгах с целью обоснования мифичности Христа и недостоверности Евангелий.

Российский философ, писатель и публицист Д. Е. Галковский приводит слова Крывелёва, сказанные в 1985 году в ходе обсуждения вышедшего Философского энциклопедического словаря, и даёт им оценку: 
Крывелев: "Характеристика Марксом социальных принципов христианства замалчивается настолько, что содержащая её работа «Коммунизм газеты „Рейнский обозреватель“» не включена даже в библиографию… Читателю ничего не сообщается о католическом «Индексе запрещённых книг», зато в словаре масса статей о всевозможных теологических книгах".
Напомню, что это говорилось Крывелевым в то время, когда за чтение произведений русских философов сажали в тюрьму. Стукач спешил указать пальцем и туда, и сюда, и здесь, под камушком — смотрите, вот, и вот; входил в тонкости: «В целом ряде статей о религии обнаруживается такое построение: на протяжении почти всей статьи даётся неверное освещение предмета, а заключительная фраза говорит о марксистском понимании этого предмета, которое излагается столь схематично, упрощённо и просто неверно, что оказывается скомпрометированным. К тому же авторы подобных статей подчёркнуто дистанцируются от того, что они выдают за марксистское понимание… „Своеобразен“ подход авторов названных статей к работам Маркса, Энгельса, Ленина. Там, где они включены в библиографию, указываются большей частью лишь тома (иногда ещё и страницы), но не названия работ. Между тем названия работ теологов и религиозных философов выписываются в библиографии тщательно, вплоть до того, что в отношении зарубежных работ даются их заглавия не только в переводе, но и на языке оригинала …»

Российский философ, культуролог, литературовед, лингвист, эссеист М. Н. Эпштейн оценивает следующим образом 
Иосиф Аронович Крывелёв, застрельщик атеистических кампаний с 1930-х годов, когда он работал в Центральном совете Союза воинствующих безбожников, продолжал вести арьергардные бои до середины 1980-х, но, перевалив за восемьдесят, удалился на покой.

Главный редактор журнала «Наука и религия» О. Т. Брушлинская оценивает Крывелёва следующим образом: 
Это был такой газетный погромщик, который — не будем сейчас всё лакировать — тоже прорывался на страницы нашего журнала. Тогда говорили, что в советском атеизме три «К» — Крывелёв, Кочетов и Климович, которые основательно громили соответственно христианство, буддизм и ислам. Все они очень стремились на страницы журнала. Но мы старались так редактировать их статьи, чтобы хотя бы не допускать оскорбления чувств верующих. Конечно, мы выполняли поставленную нам задачу — показывать преимущества научного мировоззрения. Но это не было дикое, воинствующее безбожие. Мы всегда отстаивали свободомыслие в высоком смысле этого слова.
Филолог В. В. Бибихин в дневниковой записи 1976 года приводит воспоминание С. С. Аверинцева о встрече с Крывелёвым:
По поводу льюисовских «Писем Скрутейпа» и нелюбви чертей к смеху Сережа вспомнил: как-то совершенно случайно он попал в институт или в редакцию атеизма. Известный антирелигиозник Крывелев, увидев его там, стал его отчитывать за статью «Христианство». Сергей Сергеевич как-то не спал перед этим всю ночь, и, пребывая в некотором состоянии идиотизма, вдруг засмеялся тому в лицо. Крывелев как-то сразу убежал.
Американский религиовед, профессор истории религии кафедры религиоведения Абердинского университета Джеймс Тровер отмечал, что на своём научном поприще Крывелёв заявлял о своей приверженности марксистско-ленинскому мировоззрению, будучи убеждённым, что «само объективное освещение историко-религиозных проблем ведет к раскрытию тех сторон религии, которые характеризуют её как опиум народа, как реакционную идеологию, направленную против интересов человека и человечества» (Крывелёв И. А. История религий. Т. 1).